# 上田騒動
上田騒動（うえだそうどう）とは、信濃国上田藩で発生した農民一揆である。
1. 宝暦11年（1761年）に発生した一揆。上田藩宝暦騒動とも呼ばれる。
2. 明治2年（1869年）に発生した世直し一揆。明治2年の上田騒動、巳年騒動、チャラ金（贋金）騒動とも呼ばれる。

## 宝暦11年の上田騒動
宝暦11年（1761年）、上田藩（藩主松平忠順）の農民約13,000人が上田城へ押し掛けた。この一揆での願いは、年貢の軽減、農民を人足として使う事をやめる、中村弥左衛門をはじめとする郡奉行（検見を行う役人）の不正の取り締まりであった。この郡奉行は、その年から年貢の徴収方法を従来の定免法から古来の検見法に戻し、農民を踏み台にして得た年貢で立身出世を謀ろうとした、とされている。
一揆に参加した農民は、夫神村、田沢村、当郷村、村松郷、入奈良本村、下奈良本村（以上現・長野県小県郡青木村）、川西、諏訪部、別所、福田、舞田（以上現・上田市）、千曲川東岸の農民がほとんどであった。12月11日、諏訪部の河原に集合した農民たちは夜明けとともに上田城下になだれ込んだが、彼らが入城したとき藩主は江戸に出府中で、家老の岡部九郎兵衛が代わりに願いを聞いた。岡部は農民達を前にして、「もし願いが聞き届けられなかった場合は、農民たちが見ている前で切腹する覚悟だ」と話したと言われている。その翌日に、農民たちは城下町で打ち壊しを行ったほか、小牧村（現・上田市）の庄屋が役人と結託しているとして、庄屋の家を襲撃した。
宝暦12年（1762年）1月9日、上田城に呼び出された農民は岡部から、不正を行っていた郡奉行達を罷免したことと、たとえいかなる事情があっても騒動や直訴は御定法（違法行為）なので、騒動の首謀者を発見し取り調べると言い渡した。農民たちにすれば、自分達の要求の大半が受け入れられたため一揆は成功したことになったが、首謀者たちは役人による追及を受けることになった。呼び出しから10日後、首謀者が夫神村の農民・清水半平と中沢浅之丞、庄屋の西戸太郎兵衛であることが判明した。宝暦13年（1763年）3月2日に半平（60歳）と浅之丞（39歳）は死罪、太郎兵衛は永牢となった。なお、太郎兵衛は20年後の天明3年（1783年）に出獄し、寛政2年（1790年）に84歳で死去した。騒動を記録したものに「上田縞崩格子」（上田市立図書館蔵）がある。

## 明治2年の上田騒動
幕末の政情不安に加え、偽二分金（チャラ金騒動）の流通から使用停止令が下され、農村の経済が混乱したことにより、明治2年8月16日（新暦1869年9月21日）、上田藩入奈良本村で発生した世直し一揆は他村を巻き込んで勢力を拡大し、翌17日（新暦9月22日）には上田城下に乱入した。一揆勢は、版籍奉還により上田藩知事となっていた松平忠礼に強訴するとともに商店、富農への打ちこわし、焼き討ちを行った。農民らの訴えは受け入れられ、騒動は数日で収束した。再発の恐れがなくなった11月になり首謀者が捕らえられ、首謀者の百姓九郎右衛門が斬首、百姓3人が永牢となった。この騒動では上田藩内の庄屋、商店など590戸が被害を受けたと伝えられている。騒動を記録したものに「信州上田騒動右物語」がある。

## その他の騒動
上田藩領には上記の2つの一揆以外にも3つの大きな一揆・騒動が発生している。
- 天和2年（1682年）に入奈良本村の増田与兵衛を首謀者とする騒動。
- 享保6年（1721年）に中挟村（現・青木村）の平林新七を首謀者とする騒動。
- 文化6年（1809年）に入奈良本村の堀内勇吉を首謀者とする騒動。